# Окраїнка
Окра́їнка (каз. Окраин) — село у складі Денисовського району Костанайської області Казахстану. Входить до складу Приріченського сільського округу.
Населення —  (2021; 423 у 2009, 452 у 1999,  у 1989).